# Мурсалімкінська сільська рада
Мурсалі́мкінська сільська рада (рос. Мурсалимкинский сельский совет) — муніципальне утворення у складі Салаватського району Башкортостану, Росія. Адміністративний центр — село Мурсалімкіно.
Станом на 2002 рік існували Мурсалімкінська селищна рада (смт Мурсалімкіно, присілок Новосюрюкаєво) та Ільчикеєвська сільська рада (присілки Баш-Ільчикеєво, Карагулово, Руське Ільчикеєво).

## Населення
Населення — 2562 особи (2019, 3024 в 2010, 3404 в 2002).

## Склад
До складу поселення входять такі населені пункти:
| Населений пункт             | Населення, осіб (2002) | Населення, осіб (2010) |
| --------------------------- | ---------------------- | ---------------------- |
| Баш-Ільчикеєво, присілок    | 328                    | 337                    |
| Карагулово, присілок        | 253                    | 231                    |
| Мурсалімкіно, село          | 2522                   | 2203                   |
| Новосюрюкаєво, присілок     | 212                    | 145                    |
| Руське Ільчикеєво, присілок | 89                     | 108                    |